# Resolució 727 del Consell de Seguretat de les Nacions Unides
La Resolució 727 del Consell de Seguretat de les Nacions Unides, adoptada per unanimitat el 8 de gener de 1992 després de reafirmar les resolucions 713 (1991), 721 (1991) i 724 (1991), i considerant un informe del Secretari General Boutros Boutros-Ghali, el Consell va donar la benvinguda a la signatura recent d'un acord en Sarajevo pel que fa a un alto el foc dels conflictes en la República Federal Socialista de Iugoslàvia.
El Consell també va avalar una recomanació pel Secretari General en el seu reporti i va autoritzar l'enviament de 50 oficials militars d'enllaç per promoure el manteniment de l'alto el foc, instant a tots els partits de l'acord a Sarajevo que respectessin l'acord. També va instar als bel·ligerants que garantissin la seguretat del personal de les Nacions Unides i la Comunitat Europea visitant la regió, i reafirmo l'embargament d'armes aplicat a totes les repúbliques de Iugoslàvia.